# 10-й артиллерийский корпус (СССР)
10-й артиллерийский Силезский корпус прорыва Резерва Главного Командования — воинское соединение РККА Вооружённых Сил СССР времён Великой Отечественной войны.
Условное наименование — войсковая часть полевая почта (в/ч пп) № 46140.
Сокращённое наименование — 10 акп РГК.

## История формирования
10-й артиллерийский корпус прорыва РГК начал формироваться с 12 сентября 1944 года на основании постановления Государственного Комитета Обороны № ГОКО-6478сс от 25 августа 1944 года, директивы начальника артиллерии РККА № 2967/ш от 5 сентября 1944 года и приказа по Гороховецкому учебному артиллерийскому лагерю № 00288 от 6 сентября 1944 года.
В состав корпуса вошли:
- Управление корпуса;
- 4-я артиллерийская дивизия прорыва;
- 31-я артиллерийская дивизия прорыва;
- 311-й отдельный батальон связи;
- 113-й отдельный разведывательный артиллерийский дивизион[1]

Приказом Верховного Главнокомандующего № 024 от 19 февраля 1945 года корпус удостоен почётного наименования «Силезский».

## Участие в боевых действиях
Период вхождения в действующую армию: 1 января 1945 года — 11 мая 1945 года.
По состоянию на 22 апреля 1945 года 10-й артиллерийский корпус прорыва насчитывал:
- двенадцать 203-мм орудий
- шестьдесят 152-мм орудий
- сто пятьдесят одно 122-мм орудие
- тридцать шесть установок М-31
- сто пять 120-мм миномётов
- шестьдесят 160-мм миномётов

## Послевоенная история
После Великой Отечественной войны соединения и части 10-го артиллерийского Силезского корпуса прорыва РГК дислоцировались на территории Венгрии, Чехословакии и Австрии в составе Центральной группы войск, сформированной 10 июня 1945 года в соответствии с директивой Ставки Верховного Главнокомандования № 11096 от 29 мая 1945 года из войск 1-го Украинского фронта.

6 мая 1946 года управление корпуса было расформировано. Некоторые части корпуса вошли в другие соединения Центральной группы войск.

## Боевой состав
| Дата            | Фронт                    | Армия                 | В составе | Другие части, в том числе приданные | Примечания |
| --------------- | ------------------------ | --------------------- | --- | ----------------------------------- | ---------- |
| 01.01.1945 года | 1-й Украинский фронт     | фронтового подчинения | 4-я артиллерийская дивизия прорыва: 168-я лабр, 50-я гв. тгабр, 171-я габр, 163-я габр БМ, 49-я тминбр, 37-я минбр, 30-я гв. мбр; 31-я артиллерийская дивизия прорыва: 187-я лабр, 191-я габр, 194-я тгабр, 164-я габр БМ, 51-я тминбр, 35-я минбр, 38-я гв. мбр |                                     |            |
| 01.02.1945 года | 1-й Украинский фронт     | фронтового подчинения | 4-я артиллерийская дивизия прорыва: 168-я лабр, 50-я гв. тгабр, 171-я габр, 163-я габр БМ, 49-я тминбр, 37-я минбр, 30-я гв. мбр | 113-й орадн                         |            |
| 01.03.1945 года | 1-й Украинский фронт     | 52-я армия            | 4-я артиллерийская дивизия прорыва: 168-я лабр, 50-я гв. тгабр, 171-я габр, 163-я габр БМ, 49-я тминбр, 37-я минбр, 30-я гв. мбр | 113-й орадн                         |            |
| 01.04.1945 года | 1-й Украинский фронт     | 21-я армия            | 31-я артиллерийская дивизия прорыва: 187-я лабр, 191-я габр, 194-я тгабр, 164-я габр БМ, 51-я тминбр, 38-я гв. мбр; 13-я артиллерийская дивизия прорыва: 42-я лабр, 47-я габр, 88-я, 91-я тгабр, 101-я габр БМ, 17-я минбр                                       | 113-й орадн                         |            |
| 01.05.1945 года | 1-й Украинский фронт     | фронтового подчинения | 4-я артиллерийская дивизия: 168-я лабр, 50-я гв. тгабр, 171-я габр, 163-я габр БМ, 49-я тминбр, 37-я минбр, 30-я гв. мбр; 31-я артиллерийская дивизия прорыва: 187-я лабр, 191-я габр, 194-я тгабр, 35-я минбр, 51-я тминбр, 38-я гв. мбр; 756-й, 1497-й иптап   | 113-й орадн                         |            |
| 15.06.1945 года | Центральная группа войск |                       | 35-я пушечная и 31-я артиллерийские дивизии |                                     |            |
| 1946 год        | Центральная группа войск |                       | 35-я пушечная и 31-я артиллерийские дивизии |                                     |            |

## Командование корпуса

### Командиры
- Кожухов, Леонид Иустинович (20.09.1944 — 14.11.1945), генерал-майор артиллерии, генерал-лейтенант артиллерии[5];
- Корольков, Павел Михайлович (14.11.1945 — 06.05.1946), генерал-лейтенант артиллерии[2]

### Заместители командира по политической части
- Балюк, Марк Николаевич (11.09.1944 — 11.12.1945), полковник[6]

### Начальники штаба
- Вадковский Михаил Дмитриевич (20.09.1944 — ), полковник

## Отличившиеся воины
- Мергасов, Владимир Вадимович — Герой Советского Союза